# Rollandia microptera
Rollandia microptera е вид птица от семейство Podicipedidae. Видът е застрашен от изчезване.

## Разпространение
Видът е разпространен в Боливия и Перу.